# Пискоровичі
Пискоровичі (пол. Piskorowice) — село в Польщі, у гміні Лежайськ Лежайського повіту Підкарпатського воєводства (етнічна українська територія Надсяння, північна Ярославщина). Населення — 1329 осіб (2011).

## Історія
На 01.01.1939 в селі проживало 2740 мешканців, з них 2340 українців-грекокатоликів, 130 українців-римокатоликів, 210 поляків і 60 євреїв.

### Бійня у Пискоровичах
В українських Пискоровичах в ніч з 17 квітня на 18 квітня 1945 р. озброєні польські підрозділи з відділу Народного Військового З'єднання під керівництвом Юзефа Задзерського (псевдо «Волиняк») без жодного приводу розстріляли в приміщенні школи майже 200 (за українськими джерелами — 358) українців з Пискорович та навколишніх сіл, які під захистом декількох вояків Червоної Армії очікували тут транспорту для переселення до інших районів УРСР. Всього жертвами підпільних польських військових загонів у 1944–1947 роках стали 1344 громадян української національності з Пискорович та його присілків, також були вбиті лояльні до українців поляки.

| В селі Піскоровичі на цвинтарі стоїть багато пам'ятників жертвам бандитизму поляків, де поховано по 5-10 чоловік, а на одній могилі напис, що тут заховано 386 українців, знищених в 1945 році. Пам'ятник поставлений українцями Канади. А скільки пішло людей рікою Сян, яких чекали озброєні бандити коло переправи м. Лежайськ, що верталися додому з Німеччини і других місць. Ріка Сян була червона від людської крови. В селі Піскоровичі в школу були зібрані люди для переселення. На вечір охорона з НКВД була відізвана в Ярослав, а ополчення в 10 тисяч поляків під керівництвом поляка під кличками «Волиняка» і «Кудлатого» оточило всі села по ріці Сян і зробило кінцеву акцію. Про решту сіл не маю відомостей, а пишу лише про Піскоровичі тому, що там були вбиті мої мами сестра і брат, Базилевичі Михайліна і Павло (Михайліна була вдова, а Павло втікаючи на полі коло села, ворони декілька днів клювали його тіло). Люди збились на другому поверсі школи так тісно, що потім трупи не можна було витягнути. Все це було спресовано, а стріляли їх знизу з першого поверху з автоматів. Кров текла по стінах, і перший поверх був залитий кров'ю»[6]. |
В с. Пискоровичі поряд із с. Павлокома (366 жертв), с. Гораєць (198 жертв), с. Березка (180 жертв), с. Малковичі (154 жертви), та с. Бахів (90 жертв) було вбито одну з найбільших кількість цивільного населення польськими озброєними групами під час етноциду українців 1943–1948 роках.
Частину українців добровільно-примусово виселили в СРСР (1365 осіб — 301 родина). Решта українців попала в 1947 році під етнічну чистку під час проведення Операції «Вісла» і була депортована на понімецькі землі у західній та північній частині польської держави, що до 1945 належали Німеччині.
2 грудня 2007 р. на приміщенні школи с. Пискоровичі встановлена пам'ятна таблиця на польській та українській мовах наступного тексту:

| «Пам'яті мешканців української національності з Пискорович і околиць, замордованих в цьому будинку у квітні 1945 року»[9]. |

## Демографія
Демографічна структура станом на 31 березня 2011 року:
|          | Загалом | Допрацездатний вік | Працездатний вік | Постпрацездатний вік |
| -------- | ------- | ------------------ | ---------------- | -------------------- |
| Чоловіки | 638     | 133                | 445              | 60                   |
| Жінки    | 691     | 149                | 409              | 133                  |
| Разом    | 1329    | 282                | 854              | 193                  |